# Церковь Боголюбской иконы Божией Матери (Александров)
Церковь Боголюбской иконы Божией Матери — православный храм в Александрове Владимирской области. Приход храма входит в состав Александровского благочиния Александровской епархии. Церковь построена в 1800 году. Храм выдержан в стиле классицизма.

## История храма
Храм построен в честь Боголюбской иконы Божией Матери, возведение храма на данном месте было обусловлено тем, что в городе появилось новое кладбище.
Вскоре храм был обнесён каменной оградой, была построена каменная колокольня.

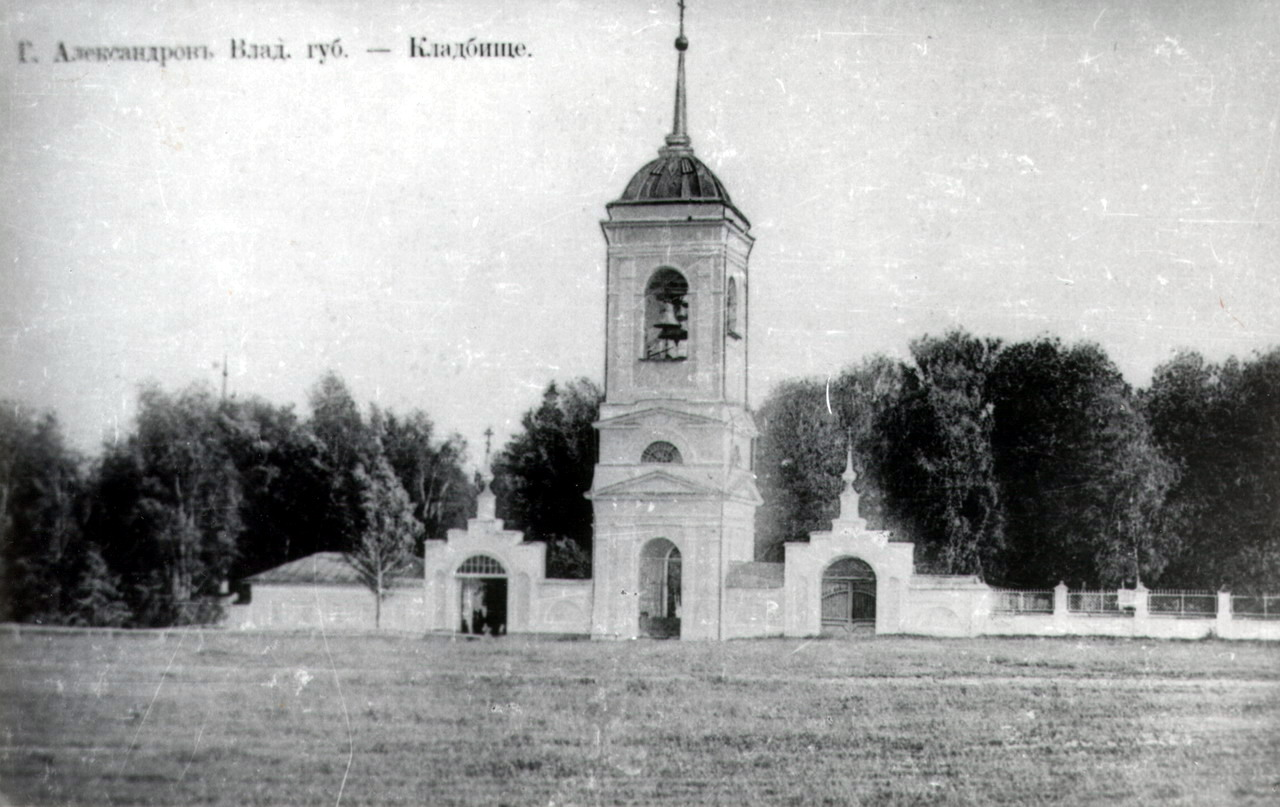
Храм Боголюбской иконы

Храм был приписан к собору Рождества Христова г. Александрова, своего причта не было, также в особых случаях в храме служило духовенство Преображенского храма г. Александрова.
В 1829 году при Боголюбской церкви купцами Каленовым и Барановым были построены приделы во имя великомученика Феодора Стратилата и святой великомученицы Варвары
Для храма выбирался свой церковный староста.

## Храм в наши дни
После передачи храма Церкви началось восстановление утраченного облика церкви, в 1998 году была заново построена колокольня. Восстановились богослужения. Стараниями настоятеля, протоиерея Александра Шестопалова территория храма обнесена забором, завершено здание трапезной. При храме есть библиотека и воскресная школа. Проводятся огласительные беседы с желающими принять Таинства Крещения и Венчания.

## Настоятели храма
1. Протоиерей Борис Толкачёв (1993—2014)
2. Протоиерей Александр Шестопалов (с 2014)